# Nimm deine weiße Gitarre
Nimm deine weiße Gitarre is een single van de Nederlandse zanger Gert Timmerman, begeleid door een orkest onder leiding van Addy Flor . Het lied is een vertaling van Quiéreme mucho, van de Cubaanse orkestleider en componist Gonzalo Roig. De oorspronkelijke Spaanse tekst is van Augustin Rodriguez. De Duitse componist en tekstschrijver Ralph Siegel vertaalde het lied in het Duits. De zanger wordt begeleid door een orkest onder leiding van Addy Flor.

## Hitnotering
| Nimm deine weiße Gitarre   | Nimm deine weiße Gitarre | Nimm deine weiße Gitarre | Nimm deine weiße Gitarre | Nimm deine weiße Gitarre | Nimm deine weiße Gitarre | Nimm deine weiße Gitarre | Nimm deine weiße Gitarre | Nimm deine weiße Gitarre | Nimm deine weiße Gitarre | Nimm deine weiße Gitarre | Nimm deine weiße Gitarre | Nimm deine weiße Gitarre | Nimm deine weiße Gitarre |
| Hitlijst                   | Datum van binnenkomst    | Week:                    | 1                        | 2                        | 3                        | 4                        | 5                        | 6                        | 7                        | 8                        | 9                        | 10                       |                          |
| -------------------------- | ------------------------ | ------------------------ | ------------------------ | ------------------------ | ------------------------ | ------------------------ | ------------------------ | ------------------------ | ------------------------ | ------------------------ | ------------------------ | ------------------------ | ------------------------ |
| Tijd Voor Teenagers Top 10 | 30-11-1963               | Positie:                 | 2                        | 2                        | 2                        | 3                        | 3                        | 2                        | 2                        | 2                        | 4                        | 4                        | uit                      |